# Björn Sengier
Björn Sengier, né le 12 juillet 1979 à Gand en Belgique, est un footballeur et entraîneur belge qui joue au poste de gardien de but.

## Palmarès
Vierge